# Соколов, Никита Петрович
Никита Петрович Соколов (1748—1795) — российский учёный, ординарный академик химии.

## Биография
Родился 1 (12) мая 1748 года в селе Крутце Владимирской провинции Московской губернии, где его отец был пономарём. С 17 апреля 1759 года учился в Троицкой лаврской семинарии.
В 1768 году был направлен учиться в петербургской академической гимназии и участвовал в академической экспедиции П. С. Палласа. Из экспедиции он вынес хороший запас теоретических знаний по анатомии и металлургии, но значительно расстроил здоровье и 20 августа 1774 года, вскоре после возвращения, подал в академическую комиссию прошение, в котором «по причине слабаго здоровья, находя себя более продолжать науки не в состоянии», попросил об увольнении в другое, «где себе по способности найти могу место». Однако академическое начальство в лице графа Орлова решило студента Никиту Соколова «для продолжения начатаго в натуральной истории учения и для снискания прочих к тому потребных наук послать в Лейденский университет, как такое место, которое весьма счастливо избрано академиком Палласом». В ноябре Соколов прибыл в Лейден, где посещал «лекции по химии, по физике, по всем частям естественной истории, по анатомии и физиологии». Но почти через год он получил разрешение продолжать образование в Страсбургском университете, где кроме химии и естественной истории он слушал химию, анатомию и физиологию. Главнейшими предметами его занятий были химия и минералогия; он составил себе небольшую химическую лабораторию, а также предпринимал экскурсии преимущественно в местности, изобилующие минералами и замечательные по отношению к горному делу, сравнивал их с тем, что видел во время путешествия по Сибири. Соколов посещал рудники, стеклянные заводы, разные фабрики и мануфактуры. Наконец, в 1780 году он был произведён Страсбургским университетом доктором медицины.
В сентябре 1780 года, возвратившись в Петербург, он представил диссертацию о перемене металлов в огне посредством серы: «Do tractatione metallorum cum sulphure», напечатанную в «Nova acta academiae scientiarum imperialis petropolitanae» (1786. — Ч. I. — С. 193—208). Однако из-за возражений директора Академии С. Г. Домашнева не был избран в адъюнкты академии. В 1781 году императрица Екатерина II приняла его под свою защиту и 11 сентября он был экзаменован и удостоен докторского звания «производить медицинскую практику в российском государстве», уже при Е. Р. Дашковой, с 10 марта 1783 года Никита Петрович Соколов стал «адъюнктом по химической науке» Российской академии. В 1784 году, 24 февраля, по представлению «княгини Е. Р. Дашковой, господ Львова и Озерецковского», он был избран в члены Российской академии, 27 сентября 1787 года был возведён в полного члена, то есть стал ординарным академиком и ординарным профессором химии при Академии наук. В Академии наук, Соколов заведовал химической лабораторией, а с 1786 года до отставки читал в этой лаборатории и публичные химические лекции. В сентябре 1792 года он, по собственному прошению, был уволен из действительных членов Академии, с включёнием в список академиков-экстернов (почётных членов) Академии.
Уволившись от службы, Соколов переехал на жительство сначала в Калугу, а потом в Москву, где и умер 7 (18) апреля 1795 года в чине надворного советника.
Н. П. Соколов был одним из авторов Академического словаря.